# Cop Craft
Cop Craft: Dragnet Mirage Reloaded  (コップクラフト DRAGNET MIRAGE RELOADED?) es una serie de novelas ligeras japonesas, escrita por Shoji Gatoh e ilustrada por Range Murata. Shogakukan ha publicado seis volúmenes desde noviembre de 2009 bajo su sello Gagaga Bunko. Una adaptación de la serie de televisión de anime de Millepensee se emitió de julio a septiembre de 2019.

## Sinopsis
Hace quince años, apareció una misteriosa puerta hiperespacial sobre el Océano Pacífico en nuestro mundo. Elfos, hadas y otras criaturas fantásticas cruzaron la puerta desde el otro lado y establecieron relaciones diplomáticas con la Tierra. En la actualidad, la isla Kariana y su ciudad principal, San Teresa, sirven como la "puerta de entrada" de la Tierra al mundo mágico al otro lado de la puerta, y más de dos millones de no humanos viven dentro de la ciudad, mezclándose con humanos adicionales. residentes. Esto da como resultado un crecimiento próspero para la isla y un punto débil de delincuentes que buscan aprovecharlo. El Departamento de Policía Metropolitana de San Teresa está establecido para mantener el orden dentro de la ciudad entre esas dos fuerzas.
Después de que una redada de drogas sale terriblemente mal, el sargento detective Kei Matoba pierde tanto al hada que se vende como catalizador para nuevas drogas como a su compañero de cuatro años en la Policía Metropolitana a manos de un atacante semaniano. A pesar de su actitud hacia el pueblo semaniano al que burlonamente llama "extraterrestres", Matoba se ve obligado a asociarse con un caballero semaniano para encontrar al hada perdida en la redada de drogas, ya que consideran al hada un ciudadano semaniano importante. A partir de ahí, Matoba aprende lentamente a tolerar al pueblo semaniano, mientras el caballero se aclimata lentamente a la Tierra y sus costumbres.

## Personajes
Kei Matoba (ケイ・マトバ?)
 Seiyū: Kenjiro Tsuda
Tilarna Exedilica (ティラナ・エクセディリカ Tirana Ekusedirika?)
 Seiyū: Mayu Yoshioka
Cecil Epps (セシル・エップス Seshiru Eppisu?)
 Seiyū: Fumiko Orikasa
Jack Roth (ジャック・ロス Jakku Rosu?)
 Seiyū: Kenji Hamada
Biz O'Neill (ビズ・オニール Bizu Onīru?)
 Seiyū: Wataru Takagi
Kenny (ケニー Kenī?)
 Seiyū: Volcano Ōta
Zelada (ゼラーダ Zerāda?)
 Seiyū: Hōchū Ōtsuka

## Contenido de la obra

### Novela ligera
El primer volumen de novela ligera fue publicado el 18 de noviembre de 2009 por Shogakukan bajo su sello Gagaga Bunko. Se han publicado seis volúmenes hasta octubre de 2016.

### Anime
El 29 de diciembre de 2018 se anunció una adaptación de la serie de televisión de anime. La serie se emitió del 8 de julio al 30 de septiembre de 2019 en Tokyo MX, BS11 y Wowow. La serie fue dirigida por Shin Itagaki y animada por Millepensee, con el propio Shoji Gatoh escribiendo los guiones de la serie, Hiromi Kimura diseñando los personajes para la animación y Taku Iwasaki componiendo la música. Masayoshi Ōishi interpretó el tema de apertura de la serie "Rakuen Toshi", mientras que Mayu Yoshioka interpretó el tema de cierre de la serie "Connected". Funimation obtuvo la licencia de la serie fuera de Asia. En el sudeste asiático, Muse Communication posee los derechos de la serie.